# Hudi Bitek
Hudi Bitek falu Zágráb közigazgatási területén Horvátországban, a főváros déli részén. Ma Zágráb Brezovica városnegyedéhez tartozik.

## Fekvése
Zágráb városközpontjától 13 km-re délnyugatra, a Pisarovinára menő főút mentén, Zadvorsko és Grančari között fekszik.

## Története
A település már a 18. században is létezett. Az első katonai felmérés térképén „Udibitek” néven található. Lipszky János 1808-ban Budán kiadott repertóriumában „Hudibitek” néven szerepel. Nagy Lajos 1829-ben kiadott művében „Hudibitek” néven 8 házzal és 69 katolikus lakossal találjuk. 1857-ben 69, 1910-ben 164 lakosa volt. Zágráb vármegye Szamobori járásához tartozott. 1941 és 1945 között a Független Horvát Állam része volt, majd a szocialista Jugoszlávia fennhatósága alá került. 1991-től a független Horvátország része. 1991-ben lakosságának 98%-a horvát nemzetiségű volt. 2011-ben 441 lakosa volt.

## Népessége
| Lakosság változása | Lakosság változása | Lakosság változása | Lakosság változása | Lakosság változása | Lakosság változása | Lakosság változása | Lakosság változása | Lakosság változása | Lakosság változása | Lakosság változása | Lakosság változása | Lakosság változása | Lakosság változása | Lakosság változása | Lakosság változása |
| ------------------ | ------------------ | ------------------ | ------------------ | ------------------ | ------------------ | ------------------ | ------------------ | ------------------ | ------------------ | ------------------ | ------------------ | ------------------ | ------------------ | ------------------ | ------------------ |
| 1857               | 1869               | 1880               | 1890               | 1900               | 1910               | 1921               | 1931               | 1948               | 1953               | 1961               | 1971               | 1981               | 1991               | 2001               | 2011               |
| 69                 | 88                 | 101                | 111                | 118                | 164                | 153                | 135                | 171                | 161                | 178                | 173                | 262                | 288                | 331                | 441                |